# 刺激性異嗅症
刺激性異嗅症 (しげきせいいきゅうしょう、Parosmia, Troposmia) は、臭気の「自然な」臭いを脳が適切に識別できないことを特徴とする嗅覚の機能不全である。臭いを正常に識別できないとは、つまり、自然な臭いが別の異なる臭いに置き換わって感じられるということで、その臭いは不快な臭いと感じられることが多く、しばしば「焦げた」、「腐った」、「糞便の」ような臭いと形容される。病名「Parosmia」の語源はギリシア語のπαρά pará と ὀσμή osmḗである。数は少ないものの、芳香が感じられる症例もあり、これは特に euosmiaと呼ばれる。

## 原因
刺激性異嗅症に関係する病気は数多くある。上で引用したFrasnelliらによる、刺激性異嗅症または自発性異嗅症(phantosmia)を長く患っている5人の患者を調べた症例研究では、多くは上気道感染症（upper respiratory tract infections)が原因であった。
上気道感染症が嗅覚受容神経(olfactory receptor neurons)を傷つけ、それが刺激性異嗅症につながりうるとする仮説が立てられている。
有害な溶剤への接触も刺激性異嗅症、および、より具体的には嗅覚受容神経の損傷と関連付けられてきた。
嗅覚受容神経の損傷は、特定の臭いを正しい信号に変換できなくなることにつながり、それによって臭いの処理中枢である嗅球(olfactory bulb)へ誤った信号が送られることになる。すると、今度はその誤った信号が、実際の臭いとは別のトリガー（つまり、別の臭い）を活性化させる、そのために患者は入力された臭いと出力される臭いが一致しない。嗅覚受容神経の損傷は情報伝達経路上の末梢部分の欠陥だが、脳内の処理中枢の損傷も嗅覚障害につながりうることの事例もある。
様々な種類の頭部外傷によって脳が損傷した場合、脳の損傷した部分が支配していた機能に関係する機能不全が現れうることは明白である。嗅覚の入力信号を解釈する脳の部分が損傷した場合、出力がおかしくなる可能性はある。ヒトの場合、嗅球は脳の下部にある。この部分に対する物理的損傷は、この領域が情報を処理するあり方を様々に変えてしまうだろうが、この領域の働きを変えてしまう別の種類の病気もある。
これもまた刺激性異嗅症につながりうるだろう。側頭葉てんかんも刺激性異嗅症につながってきたが、これらは一時的なものしかなく、刺激性異嗅症の始まりは発作であり、それが１～２週間後まで続くのが典型的であった。
刺激性異嗅症はパーキンソン病の兆候としても知られるが、パーキンソン病患者の全てに現れるものではなく、具体的な筋道も解明されてはいないが、文献のある症例ではドーパミンの不足が刺激性異嗅症や自発性異嗅症をもたらすとしている。

## 診断
刺激性異嗅症と診断するための一つの方法はペンシルバニア大学嗅覚同定検査(University of Pennsylvania Smell Identification Test。略してUPSIT)がある。「においかぎスティック」(Sniffin' Sticks)も適切に刺激性異嗅症を診断するために使える別の方法である。これらの異なる技術は、
刺激性異嗅症の個々の症例において、異常な臭いの感覚の原因となっている刺激臭が、単一の刺激臭のみなのか、あるいは複数の刺激臭のグループなのかの鑑別を推論する助けにもなる。
Frasnelliらが行った一つの症例研究では、ある種の臭い（具体的には、コーヒー、タバコ、玉ねぎ、香水）が患者には「吐き気を催すような」臭い、それは自然には無い臭いで他の既知の臭いでうまく言い表せないような臭いを惹き起こした。
同じ論文にある別の症例研究では、ある女性は片方の鼻に刺激性異嗅症があるが、他方の鼻にはなかった。医学的な検査やMRIでは何の異常も見られないが、この症例の刺激性異嗅症は退行性で、時間とともに悪くなるだけであった。しかしながら、著者らは刺激性異嗅症は嗅覚の再生を予期できるとコメントしている。

## 処置
刺激性異嗅症を患う多くの患者において、症状は時間とともに弱まっていくのが普通である。一度の刺激性異嗅症で数年間患う患者の症例もあるが、それが症例の多数派ではないことは確実である。L-Dopaで刺激性異嗅症を処置する実験があったが、それを除けば、現在の所、異臭が無視できるところまで人為的に嗅覚脱失(anosmia)または嗅覚低下(hypsomia)を起こす以外に処置はない。